# Rio Boul (Tazlău)
O Rio Boul é um rio da Romênia afluente do Rio Tazlăul Mare, localizado no distrito de Bacău.